# Караханян, Сурен Смбатович
Суре́н Смба́тович Караханя́н (15 сентября 1930 — 9 февраля 2003) — армянский учёный и научно-технический деятель. Доктор технических наук. Академик АФ РАЕН (1998) и АФ МАНПО (1998). Соучредитель и вице-президент Армянских филиалов РАЕН и МАНПО. Автор 140 научных трудов,

## Биография
Родился 15 сентября 1930 года в селе Ульян-Норашен ( Нахичеванская АССР).
В 1949 году  окончил силикатное отделение Ереванского индустриального техникума. После чего с 1950 по 1951 год работал сменным мастером Таузского цементного завода, а затем начальником смены Араратского цементного завода. С 1951 по 1953 год проходил срочную службу в рядах советской армии. 
Спустя шесть лет, в 1959 году, заканчивает химико-технологический факультет Ереванского политехнического института. После окончания вуза начинает  работать в Институте общей и неорганической химии Академии наук Армянской АССР (с 1993 года — Национальная академия наук Республики Армения). Пройдя путь от рядового инженера до заведующего лабораторией по обезвреживанию промышленных сбросов, в 1975 году  становится  директором института.
С 1982 по 1995 года читал специальный курс лекций по технологии неорганических веществ в Ереванском инженерном университете.
Являлся соучредителем и вице-президентом Армянских филиалов РАЕН и МАНПО.
Скончался Сурен Караханян 9 февраля 2003 года.

## Изобретения
Является соавтором 140 научных трудов, из них 70 - изобретения , многие из которых внедрены, например:
- переработка отходного фосфогипса
- переработка пыли, уловленной электрофильтрами на цементных заводах
- термообработка осадка городских сточных вод
- очистка сточных вод текстильной промышленности
- переработка кварцитов
- получение особо чистого углекислого кальция
- переработка отходного дисилицида молибдена и другие.

## Достижения и награды
Достижения
- «Отличник химпромышленности» (1965)
- доктор технических наук (1997)
- действительный член АФ РАЕН (1998)
- действительный член МАНПО (1998)

Награды
- серебряная медаль ВДНХ СССР (1987)
- лауреат премии имени В. А. Амбарцумяна (1996)
- грамоты АН Армянской ССР
- грамоты Верховного Совета Армении
- грамоты Генштаба МО
- грамоты Минпромстройматериалов СССР